# 최무선로
최무선로(Choemuseon-ro)는 대한민국의 경상북도 영천시 금호읍 원제삼거리에서 시작하여, 문외동을 거쳐 시청오거리까지 연결하는 도로이다.

## 노선 경로
- 금호로와 직결 (대구 방향)
  - 원제삼거리 - 고수골길
- 영양교 (신녕천)
  - 삼거리 명칭 미상 - 향군로
  - 서문오거리 - 장수로, 강변로, 운동장로, 수원지길
  - 중앙사거리 - 천문로
  - 시청오거리 - 시청로, 완산로, 동문길
- 호국로와 직결 (포항 · 안강 방향)

## 주요 건물 및 시설
- 최무선로(364)에 산책 할 수 있는 영변강원공원이 있다.
- 최무선로(243)에 영천시의 교육센터인 영천시평생학습관이 있다.

## 같이 보기
- 최무선